# دافيد هارو
دافيد هارو (بالإسبانية: David Haro Iniesta) (17 يوليو 1990 بلا أميتيلا في إسبانيا - ) هو لاعب كرة قدم إسباني في مركز الهجوم.

## روابط خارجية
- دافيد هارو على موقع قاعدة بيانات كرة القدم.إي يو (الإنجليزية)
- دافيد هارو على موقع Soccerway.com (الإنجليزية)
- دافيد هارو على موقع AS.com (الإسبانية)